# 绍兴博物馆
绍兴博物馆位于中华人民共和国浙江省绍兴市越城区，分新旧两馆。

## 历史
旧馆1992年建成开馆，位于延安路481号，绍兴图书馆与沈园之间，新馆位于府山南麓、偏门直街75号，越王城历史文化保护区内。其中旧馆为地上两层，展厅面积1800平方米，新馆现为主要馆区，分地上地下两层，展厅面积3720平方米，主展馆采用青铜四坡屋面，其造型以绍兴出土的文物伎乐铜屋为蓝本，其它建筑采用绿色植被平顶，馆前为越王城广场，立有高12.8米、重8吨青铜剑抽象雕塑，其上镶嵌以280字的《绍兴名城记》。
该馆以介绍古越国文明和越人文化习俗的《大越遗珍-纪念绍兴建城2500年》为基本陈列，另有两个临时展厅，馆藏珍稀文物有伎乐铜屋、越王得句戈、镂雕凤鸟复合镜及越王句践剑、者旨於赐剑、越王州句剑和越王不光剑四代越国国王兵器。

## 营业时间
- 每周二至周日：9：00-16：30（法定假日照常开放）。